# Kurmenes pagasts
Kurmenes pagasts er en territorial enhed i Vecumnieku novads i Letland. Pagasten havde 766 indbyggere i 2010 og omfatter et areal på 112 kvadratkilometer. Hovedbyen i pagasten er Kurmene.